# Ready to Die
Ready to Die — дебютный студийный альбом американского рэпера The Notorious B.I.G., выпущенный 13 сентября 1994 года на лейбле Bad Boy Records.
Частично автобиографический альбом рассказывает об опыте рэпера, когда он был молодым преступником, и был единственным студийным альбомом, выпущенным за всю его жизнь, поскольку его убили за шестнадцать дней до выхода его второго альбома, Life After Death.
Альбом был спродюсирован основателем Bad Boy Records, Шоном «Puffy» Комбсом, Easy Mo Bee, Chucky Thompson, The Bluez Brothers, Jean «Poke» Oliver (из TrackMasters), Darnell Scott, DJ Premier и Lord Finesse. Все скретчи в альбоме сделал диджей Mister Cee. В записи альбома приняли участие Method Man, Total, Lil' Kim, Sybil Pennix и Diana King.
Ready to Die достиг 15 места в чарте Billboard 200 и 3 места в чарте Top R&B/Hip Hop Albums в американском журнале Billboard. В 1995 году альбом стал дважды «платиновым» по продажам, а в 2018 году — шесть раз «платиновым».
Три сингла из альбома попали в чарты американского журнала Billboard: «Juicy», «Big Poppa» и «One More Chance/Stay with Me (Remix)». А также стали успешными в чарте UK Singles Chart в Великобритании. «Big Poppa» был номинирован на премию «Грэмми» за лучшее сольное рэп-исполнение на 38-й церемонии вручения премий «Грэмми» 1996 года.
В 2003 году журнал Rolling Stone поместил альбом на 134 место в своём списке «500 величайших альбомов всех времён по версии журнала Rolling Stone», а в 2020 году альбом переместился на 22 место. Ready to Die многие критики считают одним из величайших хип-хоп альбомов, а также одним из лучших альбомов всех времён. Альбом был важен для возрождения сцены хип-хопа Восточного побережья на фоне коммерческого господства хип-хопа Западного побережья.
В 2004 году вышло переиздание альбома. Все треки были ремастерованы, а также добавлены два бонус-трека: «Who Shot Ya?» (1994) и «Just Playing (Dreams)» (1993).

## Предыстория и запись
Альбом был записан в Нью-Йорке (в основном на студии The Hit Factory) в два этапа с 1992 по 1994 год. В 1992 году Бигги был подписан на Uptown Records A&R-менеджером лейбла, Шоном «Паффи» Комбсом, на основании демо-кассеты, сделанной на студии бывшего диджея рэпера Big Daddy Kane, Mister Cee. Первые записанные треки включают в себя более тёмный и не подходящий для радио материал (включая «Ready to Die», «Gimme the Loot» и «Things Done Changed»). На этих записях «неопытный, с более высокой тональностью» Бигги звучит «голодным и параноидальным». В то время Бигги приносил с собой в студию тетради, в которых он записывал свои рифмы. Помимо записи своего альбома Бигги также участвовал в записи синглов других артистов лейбла Uptown Records, включая Mary J. Blige и Heavy D.
Летом 1993 года Шон «Паффи» Комбс был уволен из Uptown Records, и карьера Бигги висела в подвешенном состоянии, поскольку альбом был только частично завершён. В 1993 году Бигги записал песню «Just Playing (Dreams)», в которой он упомянул 20 своих любимых R&B-певиц и перечислил, что он хотел бы с ними сделать. В список вошли Mary J. Blige, Mariah Carey, Rupaul и Chaka Khan, которые не обиделись на песню. Также он упомянул в тексте мисс Патти Лабелль, которая в то время была подписана на лейбл MCA Records, у которого в подчинении находился лейбл Uptown Records. Патти Лабелль не стала играть в эти игры, она просто выгнала Бигги с лейбла Uptown Records.
Бигги снова оказался втянут в игру с наркотиками, покинув наркопритон в Северной Каролине — по указанию Паффа, который отправил ему билет обратно в Нью-Йорк — за день до того, как полиция совершила налёт на этот дом, и его обитатели были отправлены в тюрьму. Бигги вернулся в студию в следующем 1994 году на новый лейбл Комбса, Bad Boy Records, с «более плавным, более уверенным вокальным тоном» и закончил альбом. На этом этапе были записаны более коммерчески звучащие треки альбома, включая синглы альбома. Он также научился запоминать свои стихи, избегая ручек и бумаги.
В 2016 году в интервью для Sway In The Morning Mister Cee рассказал о том, почему альбом Ready to Die звучит как два разных альбома:
Если вы внимательно послушаете песни «Ready To Die» и «Gimme The Loot», то вы заметите, что голос Бигги на них безумно молод, потому что эти песни были записаны в 1992 году. Вторая половина альбома Ready To Die была записана в 1994 году (только через 1,5 или 2 года). Среди этих треков оказались «Big Poppa», «One More Chance» и неальбомный сингл «Who Shot Ya?». Голос Бигги на этих треках звучит более зрелым. В 1994 году Пафф Дэдди заключил сделку с лейблом Arista Records для Bad Boy Records. Ему пришлось купить записанные песни Бигги (половину альбома) у владельца Uptown Records, Андре Харрелла, по слухам, за 1 миллион долларов. Как только он купил эти записи, они приступили к записи второй половины альбома.
В 2014 году в интервью для HipHopDX продюсер Easy Mo Bee рассказал, что альбом Ready to Die получил такое название, потому что песня «Ready to Die» была самой первой песней, которую они записали в 1992 году для альбома после того, как создали «Party and Bullshit». Это задало тон остальной части альбома:
Вначале у меня был лёгкий разговор с ним, я спросил его, почему он чувствовал себя готовым умереть. В то время я никогда не работал с такими смелыми людьми, поэтому мне очень хотелось узнать. Он сказал мне, что у его матери был рак молочной железы, его девушка была беременна, и ему было трудно на улицах пытаться держать бумагу в карманах. Другими словами, «Мне всё равно. Я буду грабить, красть, делать всё, что нужно для того, чтобы выжить — до такой степени, что я готов умереть за эту бумагу». Это было его занятием.
Easy Mo Bee также поведал о том, что бит для «Warning» изначально предназначался для Big Daddy Kane.
Альбом был выпущен с обложкой, на которой изображён младенец, похожий на артиста, но с причёской афро. Альбом был включён в список лучших обложек альбомов в хип-хопе.

## Структура

### Продакшн
Продакшн на альбоме в основном был сделан Easy Mo Bee и The Hitmen. Чео Ходари Кокер из Rolling Stone изобразил биты как «весомые и ловкие, но рифмы BIG — самые разрывные. Треки только усиливают их, будь то живой бас, движущий угрожающее затаённое чувство или использование блюзовой гитары и вау-вау отдачи» и что продакшн используется для «поднятия рэпера на новый уровень». Продакшн в основном основан на семплах, варьирующихся от перкуссии фанк-треков до вокала хип-хоп песен. Стив Хьюи выступил с некоторой критикой по поводу битов, заявив, что «продуманные биты действительно немного однообразные, но это вряд ли имеет значение: это шоу Бигги».

### Лирические темы
Лирика The Notorious B.I.G. в альбоме была в целом высоко оценена критиками. Многие критики аплодировали его способности рассказывать истории, например, журналист AllMusic, Стив Хьюи, который заявил: «Его рэп легко понять, но его умения хоть отбавляй — у него свободный, лёгкий флоу и талант складывать множество рифм друг на друга в быстрой последовательности». Он также отметил, что его тексты «прочно укоренились в реальности, но звучат как сцены из фильма». Touré, пишущий для The New York Times, ссылался на The Notorious BIG, заявляя, что он выделяется среди других рэперов, потому что «его лирика смешивает автобиографические подробности о преступлениях и насилии с эмоциональной честностью, рассказывая о том, как он себя чувствовал, зарабатывая на жизнь как наркоторговец». Альбом также известен своим тёмным тоном и зловещим чувством депрессии. В оригинальном обзоре Rolling Stone Чео Ходари Кокер заявил, что он «поддерживает постоянный уровень напряжения, сопоставляя эмоциональные взлеты и падения». «Things Done Changed» была также одной из немногих хип-хоп песен в книге The Norton Anthology of African American Literature.
Лирика на Ready to Die, как правило, посвящена насилию, торговле наркотиками, женщинам, употреблению алкоголя и марихуаны, а также другим элементам окружающей среды Notorious B.I.G. Он рифмует по этим темам в «чистом, редком выражении, позволяющем поразить вас в первый раз, когда вы их слышите». Альбом содержит размытую концепцию, начиная с вступления, в котором подробно описываются его рождение, его раннее детство, его юность и его жизнь на момент выпуска альбома. Песни в альбоме варьируются от повествований об убийствах («Warning») до хвастовства в рэп-баттлах («The What», «Unbelievable»). Финальная песня была «Suicidal Thoughts», песня, где The Notorious B.I.G. размышляет и наконец совершает самоубийство.

## Синглы
Три сингла были выпущены из альбома: «Juicy», «Big Poppa», «One More Chance/Stay with Me (Remix)» и промо трек Бигги, «Warning». Согласно журналу XXL более коммерческое звучание синглов по сравнению с остальной частью альбома было результатом того, что они были записаны во время более поздних сессий.
«Juicy» был выпущен в качестве ведущего сингла 8 августа 1994 года. Он достиг 27 места в чарте Billboard Hot 100, 14 места в чарте Hot R&B/Hip-Hop Singles & Tracks и достиг 3 места в Hot Rap Singles. Было продано 500 тысяч экземпляров в Соединённых Штатах, и RIAA сертифицировала его как «золотой» 16 ноября 1994 года. Спродюсированный Комбсом, он имеет выдающийся семпл «Juicy Fruit» в исполнении James Mtume. Стив Хьюи из AllMusic заявил, что, наряду с другими синглами, это был «бодрый, коммерческий момент», назвав его «хроникой из грязи в князи». Эндрю Камека из HipHopDX.com заявил, что эта песня была одной из его «величайших и наиболее показательных песен», и сказал, что это «Частичная автобиография, частичное заявление об успехе». В нём отражён путь звезды из простого Бруклинского дурачка в историю на обложке журнала". Продюсер Pete Rock, которому было поручено сделать ремикс на трек, заявил, что Паффи украл у него идею оригинального бита песни, услышав этот бит у него дома во время визита. Пит Рок объяснил это в интервью журналу Wax Poetics 20 февраля 2012 года:
Я сделал оригинальную версию, но нигде не был отмечен как автор этой музыки. Они пришли ко мне домой, услышали, как бит звучит на драм-машине. Он услышал этот бит, и следующее, что я узнаю, что этот бит вышел. Они попросили меня сделать ремикс для сингла, но я говорю людям, что я буду бороться с ними до конца, ведь это я сделал оригинальную версию этого бита. Я не сержусь ни на кого, я просто хочу, чтобы они исправили авторство этой музыки.
«Big Poppa» был выпущен как второй сингл 24 декабря 1994 года и, как и предыдущий сингл, был хитом на нескольких чартах. Он занял шестое место в Billboard Hot 100, четвёртое место в Hot R&B/Hip-Hop Singles & Tracks и первое место в Hot Rap Singles. Было продано более миллиона копий сингла, и RIAA сертифицировала его как «платиновый» 23 мая 1995 года.. Сингл был спродюсирован Шоном Комбсом и Чаки Томпсоном из The Hitmen, он использует семпл из песни «Between the Sheets» группы The Isley Brothers. Песня была номинирована на премию «Грэмми» за лучшее сольное рэп-исполнение на 38-й церемонии вручения премий «Грэмми» 1996 года, но проиграла песне Coolio «Gangsta’s Paradise». Стив Хьюи назвал её «гимном любовников с лишним весом».
«One More Chance/Stay with Me (Remix)» был выпущен в качестве третьего сингла 9 июня 1995 года. Сингл содержал ремикс трека из альбома. Он был спродюсирован Шоном Комбсом и содержит семпл из песни DeBarge «Stay With Me». Он достиг второго места в Billboard Hot 100 и первого места в синглах и треках Hot R&B/Hip-Hop Singles & Tracks и Hot Rap Singles. Он был продан тиражом более миллиона экземпляров, и RIAA сертифицировала его как «платиновый» 31 июля 1995 года. Стив Хьюи назвал её «наглядным секс-рэпом». Журналист Rolling Stone Чео Ходари Кокер имел похожий взгляд на песню, отметив, что это был «один из самых отвратительных секс-рэпов со времён классической песни Kool G Rap „Talk Like Sex“ и продолжил, заявив, что „это весело, потому что B.I.G. в роли Долемайт выглядит пошло“.

## B.I.G. Mack
В поддержку выхода альбомов The Notorious B.I.G. Ready to Die и Craig Mack Project: Funk Da World в 1994 году Пафф Дэдди выпустил промо-аудиокассету под названием B.I.G. Mack, на одной стороне был записан Craig Mack, а на другой — The Notorious B.I.G., именно поэтому кассета получила такое название. Аудиокассета содержит оригинальное вступление для альбома Ready to Die, в котором использовалась песня Marvin Gaye „Got To Give It Up“, но поскольку Шон Комбс получил отказ на разрешение использовать эту песню, то они были вынуждены заменить её в альбоме на песню Curtis Mayfield „Superfly“. Также на этом релизе присутствует оригинальная версия песни „Me And My Bitch“, семпл из которой, Minnie Riperton „Take A Little Trip“, был впоследствии заменён в связи с тем, что Комбс получил отказ на использование этого семпла. С целью как можно больше распространить эти записи даже тем людям, которые никогда не слушали рэп, Пафф Дэдди вместе с двумя рэперами сидели в ресторане МакДональдс и раздавали эти промо-кассеты всем желающим в конце сентября 1994 года. 13 апреля 2019 года, в День музыкального магазина, Bad Boy Records переиздал B.I.G. Mack на аудиокассетах, а также виниле.

## Приём критиков
| Оценки критиков               | Оценки критиков |
| Источник                      | Оценка          |
| ----------------------------- | --------------- |
| AllMusic                      | [ 25 ]          |
| Blender                       | [ 26 ]          |
| Christgau's Consumer Guide    | A−              |
| HipHopDX                      | 5/5             |
| Pitchfork                     | 10/10           |
| Q                             | [ 30 ]          |
| Rolling Stone                 | [ 14 ]          |
| The Rolling Stone Album Guide | [ 31 ]          |
| The Source                    | 4.5/5           |
| Uncut                         | [ 33 ]          |

Ready to Die получил высокую оценку от музыкальных критиков. В своём обзоре для Rolling Stone, журналист Чео Ходари Кокер заявил, что Ready to Die — самый сильный сольный рэп-дебют со времён альбома Ice Cube AmeriKKKa’s Most Wanted. От захватывающих дух визуальных моментов его рождения до его Кобейниского конца в песне „Suicidal Thoughts“, B.I.G. доказывает захватывающее слушание. Трудно выбросить его из головы, как только ты попробуешь то, что он может предложить». Роберт Кристгау из The Village Voice прокомментировал: «Его сексуальный рэп эротичен, его шутки забавны, а его музыка заставляет жизнь бандита звучать пугающе, а не роскошно расслабленно. Когда он думает о самоубийстве, я не просто верю ему на слово, я активно надеюсь, что он найдет другой путь». Газета The New York Times написала: «Хотя торговля наркотиками имеет огромную героическую ценность для некоторых молодых городских жителей, он жертвует романтическим потенциалом фигуры. Его рэп выражает не только волнение от наркоторговли, но и стресс, вызванный угрозой со стороны других торговцев, грабителей, полиции и родителей, иногда свой собственный. Представляя обратную сторону этой жизни, Ready to Die предлагает, пожалуй, самый сбалансированный и честный портрет из жизни дилера любого в хип-хопе».
Журнал Q дал Ready to Die три из пяти звёзд и заявил, что «естественный рэп, умное использование звуковых эффектов и сыгранный диалог, а также элемент концепции (от рождения ребёнка в начале до исчезающего сердцебиения в конце») делает этот альбом хорошим, если не считать среднего гангстеровского хвастовства". В оригинальном обзоре для Ready to Die, журнал The Source дал альбому четыре с половиной из пяти «микрофонов», заявив: «BIG плетёт сказки, как кинематографист, каждая песня похожа на другую сцену в его образе жизни. В целом, это готовая упаковка: смешные биты, появление милашек, безумные звуковые эффекты, криминальные сценарии и знакомые отрывки песен».

### Публикации в изданиях
- Информация относительно почестей взята из Acclaimedmusic.net[35], кроме отмеченных.
- (*) означает неупорядоченные списки

| Издание              | Страна         | Похвала                                                                 | Год  | Позиция |
| -------------------- | -------------- | ----------------------------------------------------------------------- | ---- | ------- |
| About.com            | США            | 100 величайших хип-хоп альбомов                                         | 2008 | 2       |
| About.com            | США            | Лучшие рэп-альбомы 1994 года                                            | 2008 | 2       |
| About.com            | США            | 10 важнейших хип-хоп альбомов                                           | 2008 | 3       |
| Blender              | США            | 500 CD, которые ты должен иметь перед смертью                           | 2003 | *       |
| Dance De Lux         | Испания        | 25 лучших хип-хоп записей                                               | 2001 | 21      |
| Robert Dimery        | США            | 1001 музыкальный альбом, который стоит прослушать, прежде чем вы умрёте | 2005 | *       |
| Ego Trip             | США            | 25 лучших хип-хоп альбомов за 1980-98 годы                              | 1999 | 2       |
| Entertainment Weekly | США            | 100 лучших альбомов с 1983 по 2008                                      | 2008 | 40      |
| The Guardian         | Великобритания | 1000 альбомов, которые вы должны услышать, прежде чем умереть           | 2007 | *       |
| Mojo                 | Великобритания | Mojo 1000, Главное руководство для покупателей компакт-дисков           | 2001 | *       |
| Mojo                 | Великобритания | Коллекция Mojo, 3-е и / или 4-е издание                                 | 2003 | *       |
| Tom Moon             | США            | 1000 записей, которые вы должны услышать, прежде чем умереть            | 2008 | *       |
| MTV                  | США            | Величайшие хип-хоп альбомы всех времён                                  | 2005 | 4       |
| MUZIQ                | Франция        | 200 записей для Dream Collection                                        | 2007 | *       |
| The New Nation       | Великобритания | 100 лучших альбомов чёрных артистов                                     | 2005 | 8       |
| Pause & Play         | США            | Альбомы, введенные в капсулу времени, один альбом в неделю              |      | *       |
| Pitchfork            | США            | Топ 100 любимых записей 1990-х                                          | 2003 | 32      |
| Pure Pop             | Мексика        | Альбомы года                                                            | 1994 | 18      |
| Q                    | Великобритания | Самая главная музыкальная коллекция                                     | 2005 | *       |
| Rolling Stone        | США            | Важнейшие записи 90-х                                                   | 1999 | *       |
| Rolling Stone        | США            | 500 величайших альбомов всех времён по версии журнала Rolling Stone     | 2003 | 134     |
| Rolling Stone        | США            | 500 величайших альбомов всех времён по версии журнала Rolling Stone     | 2020 | 22      |
| Rolling Stone        | США            | 100 лучших альбомов девяностых                                          | 2011 | 8       |
| Sounds               | Великобритания | 50 лучших альбомов 1990-х                                               | 2009 | 37      |
| The Source           | США            | 100 лучших рэп-альбомов всех времён                                     | 1998 | *       |
| The Source           | США            | Топ-100 чёрных музыкальных альбомов всех времён по мнению критиков      | 2006 | 8       |
| Spin                 | США            | Лучшие 90 альбомов 90-х                                                 | 1999 | 27      |
| Spin                 | США            | 100 лучших (+5) альбомов за последние 20 лет                            | 2005 | 30      |
| Spin                 | США            | 125 лучших альбомов прошлых 25 лет                                      | 2010 | 43      |
| Time                 | США            | 100 лучших альбомов всех времен                                         | 2006 | *       |
| Vibe                 | США            | 100 важнейших альбомов 20-го века                                       | 1999 | *       |
| Vibe                 | США            | 150 альбомов, которые определяют эпоху Vibe (1992—2007)                 | 2007 | *       |
| Village Voice        | США            | Альбомы года                                                            | 1994 | 38      |
| VPRO                 | Нидерланды     | 299 номинаций на лучший альбом всех времён                              | 2006 | *       |

## Коммерческий успех
За первую неделю выхода альбома было продано 57 тысяч копий альбома. Спустя всего два месяца после выпуска альбома, 16 ноября 1994 года, Американская ассоциация звукозаписывающих компаний (RIAA) присвоила альбому «золотой» статус по продажам (продано более 500 тысяч копий альбома), а спустя год и 1 месяц, 16 октября 1995 года, альбому был присвоен «дважды платиновый» статус по продажам (продано более двух миллионов копий альбома). «Ready to Die» был сертифицирован как «трижды платиновый» 6 августа 1998 года и позже был сертифицирован как «четырежды платиновый» 19 октября 1999 года. В 2018 году альбом стал шесть раз «платиновым».

## Судебные иски и удаление семплов
24 марта 2006 года Bridgeport Music и Westbound Records выиграли федеральный иск против Bad Boy Records за нарушение авторских прав, а суд присяжных принял решение, что Шон Комбс и Bad Boy незаконно использовали семплы для создания песен «Ready to Die», «Machine Gun Funk» и «Gimme The Loot». Суд присяжных присудил 4,2 млн долларов в виде карательных и прямых убытков двум истцам, а федеральный судья Тодд Кэмпбелл принял немедленный запрет на продажу альбома и треков. В ходе слушания апелляции Шестой Округ обнаружил, что убытки были неконституционно высокими и были нарушены надлежащим образом и были возвращены по делу, после чего федеральный судья Тодд Кэмпбелл сократил их до 2,8 млн долларов; однако вердикт был оставлен в силе. Все версии альбома, выпущенные после судебного разбирательства, могут быть выпущены только без спорных семплов.
Что касается вопроса добросовестного использования, то Комбс и Bad Boy никогда не поднимали правовую концепцию доктрины добросовестного использования в их защиту. Это решение было поставлено под сомнение некоторыми экспертами по правовым вопросам: Энтони Фалзон из Проекта добросовестного использования в Стэнфордской школе права раскритиковал Комбса и Bad Boy за то, что он не защищал законность семплирования, и предположил, что они, возможно, отказались поднять такую защиту, потому что они боялись, что это может позже поставить под угрозу их контроль над собственной музыкой.
2 апреля 2014 года Ли Хатсон из группы The Impressions подал многомиллионный иск о нарушении авторских прав против Шона Комбса, Bad Boy Records и наследников покойного Notorious B.I.G. за нарушение авторских прав, утверждая, что его песня «Can’t Say Enough About Mom» была незаконно засемплирована в песне «The What». Защитники в свою очередь, утверждали, что семпл, который использовался, был коротким, адаптированным и дополненным и, таким образом, подлежащим справедливому использованию, юридическая тактика, не преследуемая ранее.

## Список композиций
| №                   | Название                          | Автор(ы)                                               | Продюсер(ы)                                         | Длительность |
| ------------------- | --------------------------------- | ------------------------------------------------------ | --------------------------------------------------- | ------------ |
| 1.                  | «Intro»                           | C. Wallace, S. Combs                                   | Sean "Puffy" Combs                                  | 3:24         |
| 2.                  | «Things Done Changed»             | C. Wallace, D. Owens, K. Scott                         | Darnell Scott                                       | 3:58         |
| 3.                  | «Gimme The Loot»                  | C. Wallace, O. Harvey                                  | Easy Mo Bee                                         | 5:04         |
| 4.                  | «Machine Gun Funk»                | C. Wallace, O. Harvey                                  | Easy Mo Bee                                         | 4:17         |
| 5.                  | «Warning»                         | C. Wallace, O. Harvey                                  | Easy Mo Bee                                         | 3:40         |
| 6.                  | «Ready To Die»                    | C. Wallace, O. Harvey                                  | Easy Mo Bee                                         | 4:24         |
| 7.                  | «One More Chance»                 | C. Wallace, N. Glover, R. Ellis, C. Thompson, S. Combs | Bluez Brothers, Chucky Thompson, Sean "Puffy" Combs | 4:43         |
| 8.                  | «Fuck Me (Interlude)»             | C. Wallace, S. Combs                                   | Sean "Puffy" Combs                                  | 1:31         |
| 9.                  | «The What» (featuring Method Man) | C. Wallace, C. Smith, O. Harvey                        | Easy Mo Bee                                         | 3:57         |
| 10.                 | «Juicy»                           | C. Wallace, P. Philips, S. Combs, J. Oliver,           | Poke, Sean "Puffy" Combs                            | 5:02         |
| 11.                 | «Everyday Struggle»               | C. Wallace, N. Glover, R. Ellis                        | Bluez Brothers                                      | 5:19         |
| 12.                 | «Me & My Bitch»                   | C. Wallace, N. Glover, R. Ellis, C. Thompson, S. Combs | Bluez Brothers, Chucky Thompson, Sean "Puffy" Combs | 4:00         |
| 13.                 | «Big Poppa»                       | C. Wallace, The Isley Brothers                         | Chucky Thompson, Sean "Puffy" Combs                 | 4:13         |
| 14.                 | «Respect»                         | C. Wallace, D. King, H. Casey                          | Poke, Sean "Puffy" Combs                            | 5:21         |
| 15.                 | «Friend Of Mine»                  | C. Wallace, O. Harvey                                  | Easy Mo Bee                                         | 3:28         |
| 16.                 | «Unbelievable»                    | C. Wallace, C. Martin                                  | DJ Premier                                          | 3:43         |
| 17.                 | «Suicidal Thoughts»               | C. Wallace, R. Hall                                    | Lord Finesse                                        | 2:50         |
| Общая длительность: | Общая длительность:               | Общая длительность:                                    | Общая длительность:                                 | 69:05        |

| №                   | Название                | Автор(ы)                         | Продюсер(ы)                        | Длительность |
| ------------------- | ----------------------- | -------------------------------- | ---------------------------------- | ------------ |
| 18.                 | «Who Shot Ya?»          | C. Wallace, N. Myrick, S. Combs, | Nashiem Myrick, Sean "Puffy" Combs | 5:19         |
| 19.                 | «Just Playing (Dreams)» | C. Wallace, R. Smith             | Rashad Smith                       | 2:43         |
| Общая длительность: | Общая длительность:     | Общая длительность:              | Общая длительность:                | 77:03        |

### Семплы
| Intro - Curtis Mayfield — «Superfly» (1972) - Sugarhill Gang — «Rapper’s Delight» (1979) - Audio Two — «Top Billin'» (1987) - Snoop Dogg — «Tha Shiznit» (1993) Things Done Changed - The Main Ingredient — «Summer Breeze» (1974) - The Main Ingredient — «California My Way» (1974) - Dr. Dre — «Lil Ghetto Boy» (1992) - Biz Markie — «The Vapors» (1988) - Rodney O and Joe Cooley — «U Don’t Hear Me Tho» (1993) Gimme The Loot - James Brown — «Coldblooded» (1974) - Ohio Players — «Singing In The Morning» (1971) (Позже удалён после судебного процесса) - Onyx — «Throw Ya Gunz» (1992) - Ice Cube — «What They Hittin' Foe?» (1990) - Gang Starr — «Just to Get a Rep» (1990) - A Tribe Called Quest — «Scenario (Remix)» (1992) Machine Gun Funk - Black Heat — «Something Extra» (1975) - Fred Wesley and The Horny Horns — «Up For The Down Stroke» (1977) (Позже удалён после судебного процесса) - Lords Of The Underground — «Chief Rocka» (1993) - Christopher Williams — «I’m Dreamin'» (1991) - Tina Turner — «What’s Love Got To Do With It» (1984) Warning - Isaac Hayes — «Walk On By» (1969) Ready To Die - Willie Hutch — «Hospital Prelude Of Love Theme» (1974) - Barbara Mason — «Yes, I’m Ready» (1965) - Big Daddy Kane — «Ain’t No Half Steppin'» (1988) - Kool G Rap & DJ Polo — «Two To The Head» (1992) - Grand Puba — «Check It Out» (1992) - Ohio Players — «Singing In The Morning» (1971) (Позже удалён после судебного процесса) One More Chance - Grover Washington, Jr. — «Hydra» (1975) - DeBarge — «All This Love» (1982) - DeBarge — «Stay With Me» (1982) - The Jackson 5 — «I Want You Back» (1969) - Geto Boys — «Mind Playing Tricks On Me» (1991) - H-Town — «Knockin' Da Boots» (1993) | Fuck Me - Jodeci — «Feenin'» (1993) The What - Leroy Hutson — «Can’t Say Enough About Mom» (1973) - Avalanche — «Overnight Sensation» (1976) Juicy - Mtume — «Juicy Fruit (Fruity Instrumental Mix)» (1983) - Rappin' Duke — «Rappin' Duke» (1985) Everyday Struggle - Dave Grusin — «Either Way» (1980) - The Five Stairsteps — «Don’t Change Your Love» (1968) Me & My Bitch - Richard Pryor — «Wino & Junkie» (1974) - LL Cool J — «Pink Cookies in a Plastic Bag Getting Crushed by Buildings» (1993) Big Poppa - The Isley Brothers — «Between The Sheets» (1983) - Bad Boys — «Bad Boys» (1985) - Super Cat — «Dolly My Baby (Bad Boy Extended Mix)» (1993) Respect - KC & The Sunshine Band — «I Get Lifted» (1975) - Pan Head — «Gun Man Tune» (1990) - Ice Cube — «Check Yo Self» (1992) Friend Of Mine - Graham Central Station — «The Jam» (1975) - Kool & The Gang — «Spirit Of The Boogie» (1975) - Gwen Guthrie — «Seventh Heaven» (1983) - Black Mamba — «Vicious» (1984) - Wu-Tang Clan — «Method Man» (1993) Unbelievable - The Honey Drippers — «Impeach The President» (1973) - Quincy Jones — «Kitty With The Bent Frame» (1971) - R. Kelly — «Your Body’s Callin'» (1993) - The Notorious B.I.G. — «The What» (1994) Suicidal Thoughts - Miles Davis — «Lonely Fire» (1974) - Brethren — «Outside Love» (1970) Who Shot Ya? - David Porter — «I’m Afraid The Masquerade Is Over» (1971) Just Playing (Dreams) - James Brown — «Blues and Pants» (1971) |

## Участники записи
Участники записи для альбома Ready to Die взяты из AllMusic.
- Ноториус Би. Ай. Джи — автор песен, исполнитель
- Шон «Паффи» Комбс — исполнительный продюсер, дополнительный вокал, продюсер (1, 7, 8, 10, 12, 13, 14)
- Диджей Мистер Си — помощник исполнительного продюсера, скретчи
- Метод Мен — приглашённый исполнитель
- Лил Ким — дополнительный исполнитель
- Тотал — дополнительный вокал
- Карл «Чаки» Томпсон — инструменты, продюсер (7, 12, 13)
- Нашим Мирик — дополнительное программирование, продюсер
- Диана Кинг — дополнительный вокал
- Сибил Пенникс — дополнительный голос
- Изи Мо Би — продюсер (3, 4, 5, 6, 9, 15)
- Братья Блюц — продюсер (7, 11, 12)
- Жан «Поук» Оливье — продюсер (10, 14)
- Диджей Премьер — продюсер (16)
- Лорд Финесс — продюсер (17)
- Дарнелл Скотт — продюсер (2)
- Рашад Смит — продюсер
- Боб «Басси» Брокман — запись, сведение
- Грег Пинто — запись, сведение
- Рич Травали — запись, сведение
- Марио Родрикес — запись, сведение
- Чарльз «Принс» Александер — запись, сведение
- Билл Эссес — запись, сведение
- Джон Выдрич — запись
- Норти Котто — запись
- Эдди Санчо — сведение
- Бутч Бел Эйр — фотограф
- Гвендолин Уоттс — A&R координация
- Чертёжная Доска — дизайнер (обложка альбома)

## Чарты

### Еженедельные чарты
| Чарт (1994)                            | Высшая позиция |
| -------------------------------------- | -------------- |
| США (Billboard 200)                    | 15             |
| США (Billboard Top R&B/Hip-Hop Albums) | 3              |

### Итоговые годовые чарты (альбом)
| Чарт (1994)                | Позиция |
| -------------------------- | ------- |
| Top R&B Albums (Billboard) | 36      |

| Чарт (1995)                | Позиция |
| -------------------------- | ------- |
| Billboard 200              | 66      |
| Top R&B Albums (Billboard) | 6       |

### Синглы
| 1994 | «Juicy/Unbelievable»                   | 72 | 27 | 14 | 3 |
| 1995 | «Big Poppa/Warning»                    | 63 | 6  | 4  | 1 |
| 1995 | «One More Chance/Stay with Me (Remix)» | 34 | 2  | 1  | 1 |

### Итоговые годовые чарты (синглы)
| 1994 | «Juicy/Unbelievable»                   | -  | 36 | 14 | 1 |
| 1995 | «Big Poppa/Warning»                    | 47 | 21 | 3  | 2 |
| 1995 | «One More Chance/Stay with Me (Remix)» | 23 | 3  | 1  | 6 |

## Сертификация

### Альбом
| Регион                                                      | Сертификация  | Продажи    |
| ----------------------------------------------------------- | ------------- | ---------- |
| Великобритания (BPI)                                        | Платиновый    | 300 000    |
| США (RIAA)                                                  | 6× Платиновый | 6,000,000^ |
| ^ Данные о тиражах приведены только на основе сертификации. |               |            |

### Синглы
| Регион                                                      | Сертификация | Продажи    |
| ----------------------------------------------------------- | ------------ | ---------- |
| США (RIAA) · «Juicy»                                        | Золотой      | 500,000^   |
| США (RIAA) · «Big Poppa»                                    | Платиновый   | 1,000,000^ |
| США (RIAA) · «One More Chance/Stay with Me (Remix)»         | Платиновый   | 1,000,000^ |
| ^ Данные о тиражах приведены только на основе сертификации. |              |            |

## Награды и номинации
В 1995 году за альбом Ready to Die The Notorious B.I.G. выиграл четыре премии на церемонии The Source Hip-Hop Music Awards, а также премию на церемонии Billboard Music Awards. В 1995 году «One More Chance/Stay with Me (Remix)» выиграл в категории «Рэп-сингл года» на церемонии Billboard Music Awards, а также победил в категории «R&B/Soul или рэп-песня года» на церемонии Soul Train Music Awards в 1996 году. В 1996 году «Big Poppa» был номинирован на премию «Грэмми» за лучшее сольное рэп-исполнение на 38-й церемонии вручения премий «Грэмми», но проиграл песне Coolio «Gangsta’s Paradise».
| Награда                         | Год  | Номинированная работа                                     | Категория                       | Результат |
| ------------------------------- | ---- | --------------------------------------------------------- | ------------------------------- | --------- |
| The Source Hip-Hop Music Awards | 1995 | The Notorious B.I.G.                                      | Новый артист года, соло         | Победа    |
| The Source Hip-Hop Music Awards | 1995 | The Notorious B.I.G.                                      | Лирик года                      | Победа    |
| The Source Hip-Hop Music Awards | 1995 | The Notorious B.I.G.                                      | Артист года, выступающий вживую | Победа    |
| The Source Hip-Hop Music Awards | 1995 | Ready to Die                                              | Альбом года                     | Победа    |
| Billboard Music Awards          | 1995 | The Notorious B.I.G.                                      | Рэп-исполнитель года            | Победа    |
| Billboard Music Awards          | 1995 | «One More Chance/Stay with Me (Remix)» (with Faith Evans) | Рэп-сингл года                  | Победа    |
| Grammy Awards                   | 1996 | «Big Poppa»                                               | Лучшее сольное рэп-исполнение   | Номинация |
| Soul Train Music Awards         | 1996 | «One More Chance/Stay with Me (Remix)» (with Faith Evans) | R&B/Soul или рэп-песня года     | Победа    |